# 小島千加子
小島 千加子（こじま ちかこ〈本名：小島喜久江〉、1928年9月19日 - ）は、日本の編集者、文芸評論家、詩人。

## 来歴
東京府出身。日本女子大学国文科卒業。1948年、新潮社入社。『新潮』編集部にて森茉莉や三島由紀夫、檀一雄、吉行理恵たちを担当。特に森とは、1958年から森が死去する1987年まで29年間にわたって親交を結んでいた。
出版部、副部長職兼務を経て1988年に退社し、文筆業一本となる。

## 著書
- 『三島由紀夫と檀一雄』構想社、1980年／ちくま文庫、1996年
- 詩集『虹のかけ橋』沖積舎、1982年
- 『作家の風景』毎日新聞社、1990年
- 詩集『星の町』思潮社、1993年

## 編著
- 森茉莉『ぼやきと怒りのマリア-ある編集者への手紙』筑摩書房、1998年
- 森茉莉『マリアの空想旅行』ちくま文庫、2006年
- 吉行理恵『湯ぶねに落ちた猫』筑摩書房、2008年